# Izabela Nagórska
Izabela Nagórska z domu Domańska, ps. „Kalina” (ur. 22 kwietnia 1913 w Łodzi, zm. 17 listopada 2001 tamże) – polska bibliotekarka i działaczka społeczna.

## Życiorys
Nagórska urodziła się w Łodzi, gdzie uczęszczała do szkoły powszechnej i Państwowego Gimnazjum Żeńskiego przy ul. Pomorskiej. W 1931 zdała maturę i podjęła studia historyczne na Wydziale Humanistycznym Uniwersytetu Warszawskiego, gdzie w 1935 uzyskała dyplom magistra filozofii. W 1934 rozpoczęła praktykę w Bibliotece Ordynacji Zamojskiej w Warszawie. W 1936 rozpoczęła pracę w V Miejskiej Wypożyczalni Książek dla Dzieci i Młodzieży w Łodzi (przy ul. Senatorskiej 36), w tym samym roku ukończyła kurs bibliotekarski. W 1937 została kierowniczką IV Miejskiej Wypożyczalni Książek. Zaangażowała się we współpracę Janem Augustyniakiem w organizacji sieci bibliotek publicznych w Łodzi. Przed II wojną światową ukończyła kurs PCK ratownictwa sanitarnego.
W trakcie II wojny światowej była opiekunką społeczną w Ośrodku Zdrowia i Opieki Społecznej w Warszawie przy ul. Opaczewskiej. W 1943 dołączyła do Armii Krajowej pod pseudonimem Kalina – podczas powstania warszawskiego działała w Służbie Kobiet „Pomoc Żołnierzom” na Żoliborzu. Po upadku powstania pracowała przy transporcie chorych i starców w obozie przejściowym w Pruszkowie.
W styczniu 1945 powróciła do Łodzi, gdzie z Augustyniakiem reaktywowała Miejską Bibliotekę Publiczną. W 1949 zaangażowała się w organizację VII Rejonowej Wypożyczalni Książek dla Dorosłych przy ul. Rzgowskiej – kierowała nią do 1958. W latach 1958–1977 pracowała w dziale Instrukcyjno-Metodycznego Miejskiej Biblioteki Publicznej, którym kierowała od 1960. W latach 1976–1985 wykładała w filii Centrum Ustawicznego Kształcenia Bibliotekarzy przy WiMBP w Łodzi.
Nagórska była autorką około 2000 publikacji o tematyce związanej z bibliotekarstwem, pedagogiką i czytelnictwem. Publikowała biogramy bibliotekarzy, artykuły wspomnieniowe i hasła encyklopedyczne, a także wygłaszała wykłady i szkolenia dla bibliotekarzy i studentów. Była zaangażowana w działalność Stowarzyszenia Bibliotekarzy Polskich – należała do niego od 1936 – była członkinią Zarządu Głównego oraz Zarządu Okręgu Łódź-Miasto. Była współzałożycielką i członkinią Łódzkiego Towarzystwa Przyjaciół Książki i Towarzystwa Przyjaciół M BP im. J. Piłsudskiego (dawn. im. L. Waryńskiego).
Została pochowana na cmentarzu pw. św. Józefa w Łodzi przy ul. Ogrodowej (kw. 22, gr. 5).

## Odznaczenia
- Srebrny Krzyż Zasługi (1954),
- Złoty Krzyż Zasługi (1961),
- Krzyż Kawalerski Orderu Odrodzenia Polski (1970),
- Krzyż Oficerski Orderu Odrodzenia Polski (1989[2]),
- Medal Komisji Edukacji Narodowej,
- Honorowa Odznaka Miasta Łodzi,
- Honorowa Odznaka Województwa Łódzkiego,
- Medal 30-lecia Polski Ludowej,
- Odznaka „Zasłużony Działacz Kultury”,
- Honorowa Odznaka SBP,
- Medal 70-lecia SBP,
- Godność członka honorowego SBP,
- Nagroda im. Heleny Radlińskiej II stopnia,
- Medal za Wybitne Osiągnięcia w Upowszechnianiu Kultury w Łodzi[3].